# Bassoumètre
Le bassoumètre est un outil permettant de mesurer l'empoussièrement d'un sol de manière reproductible. L'appareil est composé d'un cadre qui définit l'aire de prélèvement et d'un chariot mobile placé dans le dit cadre, et sur lequel on place un tampon de prélèvement.
Il est régulièrement utilisé comme moyen de contrôle contractuel dans les contrats de nettoyage industriel, en lien avec l'échelle de Bacharach. 